# 莱氏硬毛鼠
莱氏硬毛鼠（学名：Rhizoplagiodontia lemkei）是啮齿目硬毛鼠科的一种已灭绝的物种，莱氏硬毛鼠属（Rhizoplagiodontia）下唯一一种，是海地的特有种。